# Fraticelli
Fraticelli (vertaling: broertjes) zijn dissidente minderbroeders.

## Context
Franciscus van Assisi liet een testament na waarin hij de regels voor zijn volgelingen stelde, namelijk leven zoals Jezus en zijn apostelen, een leven van armoede, gebed en dienstbaarheid aan de armen. Vooral de armoede vormde onder de volgelingen een probleem. In 1230 gingen aanhangers van Franciscus te rade bij paus Gregorius IX voor duidelijkheid. Zijn uitspraak Quo elongati zorgde voor een splitsing onder de minderbroers, namelijk, de conventuelen, zij die bezit deelden en de spiritualen, waar bezit totaal verboden was.
Paus Johannes XXII keerde zich met de bul Quorundam exigit in 1317 tegen de spiritualen. Een handjevol spiritualen of fraticelli bleven zich tegen de pauselijke beslissing verzetten, in 1318 verschenen ze voor de Inquisitie en belandden uiteindelijk op de brandstapel.
Met zijn bul Cum inter nonnullos uit 1323, waarbij hij de fraticelli ketters noemde, wakkerde de paus de woede bij keizer Lodewijk de Beier aan. Tot de vijftiende eeuw waren verschillende groeperingen van dissidente minderbroeders actief, soms onder een andere naam.

## Trivia
- De controverse rond de spiritualen wordt beschreven in het boek De naam van de roos van Umberto Eco.

## Aanhangers
- Michael van Cesena
- Willem van Ockham